# Karel I van Baden
Karel I van Baden (1427 - Pforzheim, 24 februari 1475) was van 1453 tot 1475 markgraaf van Baden-Baden. Hij behoorde tot het huis Baden.

## Levensloop
Karel I was de oudste zoon van markgraaf Jacob van Baden en Catharina van Lotharingen (1407-1439), dochter van hertog Karel II van Lotharingen. In 1453 werd hij samen met zijn broers Bernhard II en George markgraaf van Baden-Baden. In 1454 trad George echter af als markgraaf om in de geestelijke stand te gaan en in 1458 overleed Bernhard II, waarna Karel I als enige markgraaf overbleef tot aan zijn dood in 1475.
Karel I sloot qua karakter niet echt aan bij zijn diplomatische vader, maar eerder bij zijn strijdbare grootvader, markgraaf Bernhard I van Baden. In 1462 kwam hij door de burgeroorlog in het aartsbisdom Mainz met keurvorst Frederik I van de Palts in conflict en dit zou leiden tot de Baden-Paltsoorlog. Nadat hij keizer Frederik III, paus Pius II en enkele vorsten van de noodzaak om het Bisdom Mainz te bezetten had overtuigd, probeerde Karel te bemiddelen tussen de strijdende partijen (Adolf II van Nassau en Diether van Isenburg). Dit mislukte echter en toen Karel I de zijde van zijn broer George, een voorstander van Adolf II van Nassau, had gekozen, kwam het vervolgens tot de Baden-Paltsoorlog.
Het kwam daarna tot verwoestingen en plunderingen langs beide zijden en bij de Slag bij Seckenheim werden Karel en zijn broer George verslagen en gevangengenomen. Om vrijgelaten te worden moest Karel 25.000 gulden betalen, zijn aandeel op het graafschap Sponheim afstaan en Pforzheim als leen van de keurvorst verklaren. Hiermee had Frederik I van de Palts zijn aanspraken als keurvorst verzekerd.
Na zijn dood in 1475 werd Karel begraven in de Stiftskirche van Baden-Baden.

## Huwelijk en nakomelingen
Op 1 juli 1447 huwde Karel met Catharina van Oostenrijk (1420-1493), dochter van aartshertog Ernst I van Oostenrijk. Ze kregen volgende kinderen:
- Catharina (1449 - voor 1484), huwde in 1464 met graaf George III van Werdenberg-Sargans
- Cimburga (1450-1501), huwde in 1468 met graaf Engelbrecht II van Nassau-Dillenburg
- Margaretha (1452-1495), abdis in de abdij van Lichtenthal
- Christoffel I (1453-1527), markgraaf van Baden-Baden
- Albrecht (1456-1488), titulair markgraaf van Baden-Hachberg
- Frederik (1458-1517), bisschop van Utrecht